# NGC 379
NGC 379 is een lensvormig sterrenstelsel in het sterrenbeeld Vissen. Het hemelobject ligt ongeveer 256 miljoen lichtjaar van de Aarde verwijderd en werd op 12 september 1784 ontdekt door de Duits-Britse astronoom William Herschel.

## Synoniemen
- PGC 3966
- UGC 683
- IRAS01045+3215
- MCG 5-3-50
- 4ZW 38
- ZWG 501.82
- VV 193
- Z 0104.5+3215
- Arp 331